# Kreis Gadebusch

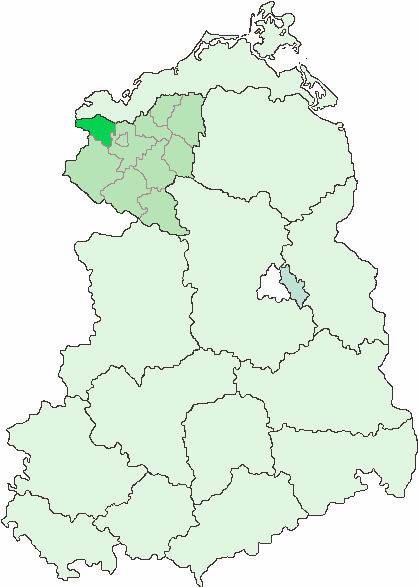
Lage des Kreises Gadebusch
im Bezirk Schwerin

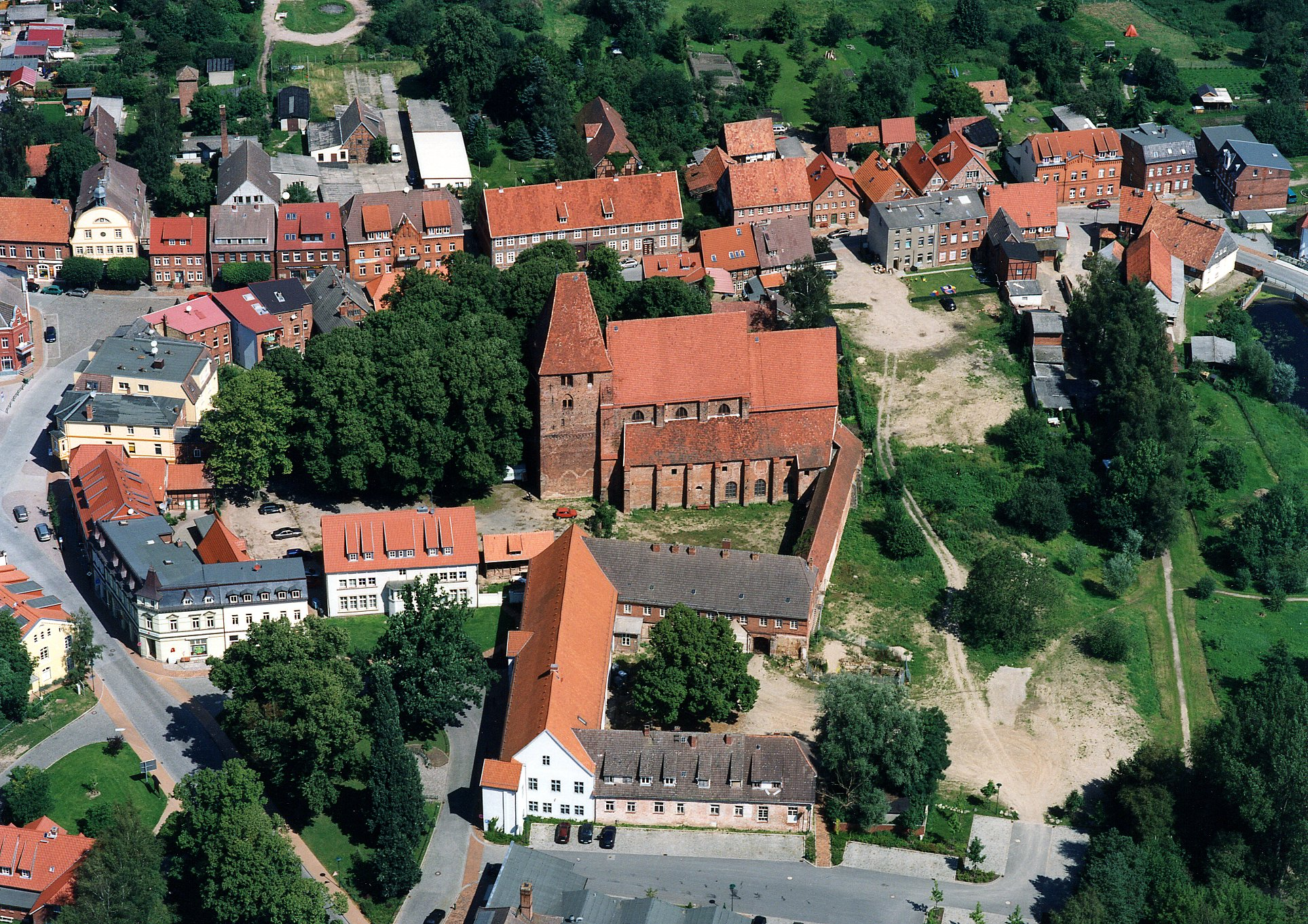
Kloster Rehna

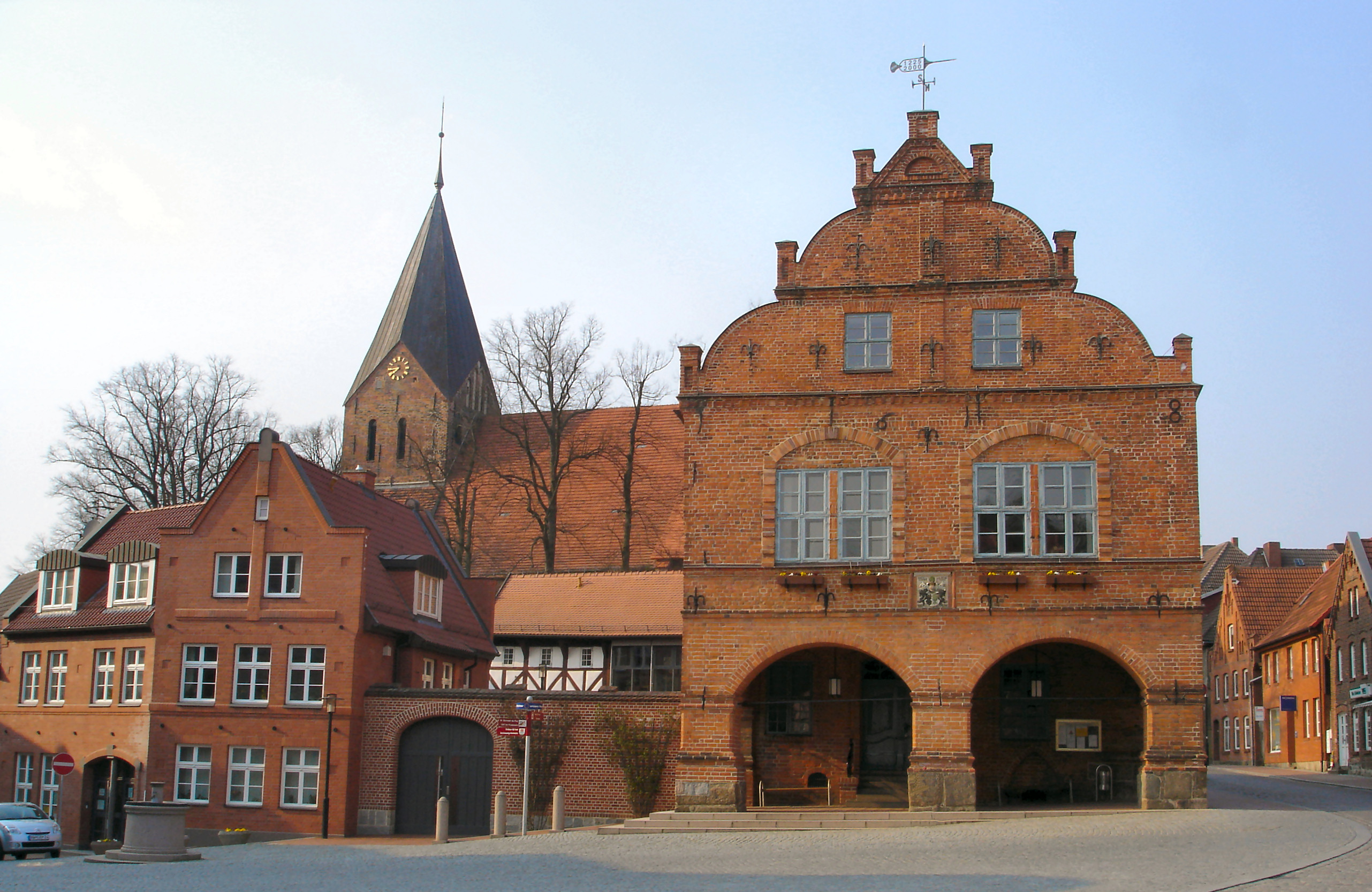
Rathaus und Kirche in Gadebusch

Der Kreis Gadebusch war ein Kreis im Bezirk Schwerin in der DDR. Ab dem 17. Mai 1990 bestand er als Landkreis Gadebusch fort. Sein Gebiet gehört seit dem 12. Juni 1994 zum Landkreis Nordwestmecklenburg in Mecklenburg-Vorpommern. Der Sitz der Kreisverwaltung befand sich in Gadebusch.

## Geografie

### Lage
Die Grundmoränenlandschaft des Kreisgebietes ist eine Hinterlassenschaft der letzten Eiszeit. Durch Gletschervorstöße entstanden Endmoränenhügel, die nahe Gottesgabe-Rosenhagen im Hellberg 92 m ü. NN erreichen. Von Süd nach Nord durchqueren die Flüsse Maurine, Radegast und Stepenitz das Gebiet des Kreises. Im Süden entspringen Schilde und Sude, die in Richtung Elbe fließen und somit jenseits der Nordsee-Ostsee-Wasserscheide liegen. Die Westgrenze des Kreises bildete zugleich die innerdeutsche Grenze. Der Abschnitt im Kreis Gadebusch verlief dabei vom Großen Ratzeburger See über den Mechower See, den Lankower See und den Goldensee bis hin zum Niendorfer Binnensee, dem nördlichsten Ausläufer des Schaalsees.

### Fläche und Einwohnerzahl
Die Fläche des Kreises betrug 536 km². Das entsprach 6,2 % der Fläche des Bezirks Schwerin.
Die Einwohnerzahl des Kreises betrug im Jahr 1985 etwa 24.400. Das waren 4,1 % der Einwohner des Bezirks. Die Bevölkerungsdichte belief sich auf 46 Einwohner je km².

### Nachbarkreise
Der Kreis Gadebusch im Nordwesten des Bezirkes Schwerin grenzte im Westen an den Kreis Herzogtum Lauenburg (Schleswig-Holstein), im Süden an den Kreis Hagenow, im Osten an den Kreis Schwerin-Land und im Norden an den Kreis Grevesmühlen.

## Geschichte
Der mecklenburgische Kreis entstand bei der Auflösung der Länder am 25. Juli 1952 neu aus dem Westteil des Landkreises Schwerin, dem südlichen Randgebiet des Landkreises Grevesmühlen (bis 1950 Landkreis Schönberg) sowie der Gemeinde Rögnitz des Landkreises Hagenow und wurde dem neu gebildeten Bezirk Schwerin zugeordnet. 
Am 1. Januar 1957 kamen die Gemeinden Löwitz und Vitense-Parber aus dem Kreis Grevesmühlen, Bezirk Rostock zum Kreis Gadebusch hinzu.
Der Kreis kam am 3. Oktober 1990 in das neu gegründete Land Mecklenburg-Vorpommern innerhalb des Beitrittsgebietes zur Bundesrepublik Deutschland. Am 12. Juni 1994 wurde der Kreis (seit dem 17. Mai 1990 als Landkreis bezeichnet) aufgelöst und bildete zusammen mit den ebenfalls aufgelösten Landkreisen Wismar und Grevesmühlen sowie Teilen der ehemaligen Landkreise Schwerin-Land und Sternberg den Landkreis Nordwestmecklenburg.

## Wirtschaft und Infrastruktur
Der Kreis war ein ausgesprochenes Agrargebiet. Neben dem Anbau von Zuckerrüben und Getreide gab es einige Betriebe der industriellen Viehhaltung, so in Rehna, Gadebusch, Reinhardtsdorf und Kirch Grambow.
Die Randlage des Kreises Gadebusch im äußersten Nordwesten der DDR brachte Beschränkungen für die Einwohner in den grenznahen Bereichen, die sich nur mit speziellen Passierscheinen im Grenzsperrgebiet aufhalten durften.
Die wichtigste Straße im Kreis war die Fernverkehrsstraße 104 (Selmsdorf-Rehna-Gadebusch-Schwerin) und die von Rehna bis Schwerin parallel verlaufende Nebenbahnlinie. Die F 208 verlief – anders als heute – von Rehna über Carlow zum Lüdersdorfer Ortsteil Herrnburg, wo sie gegenüber Lübeck an der innerdeutschen Grenze endete.

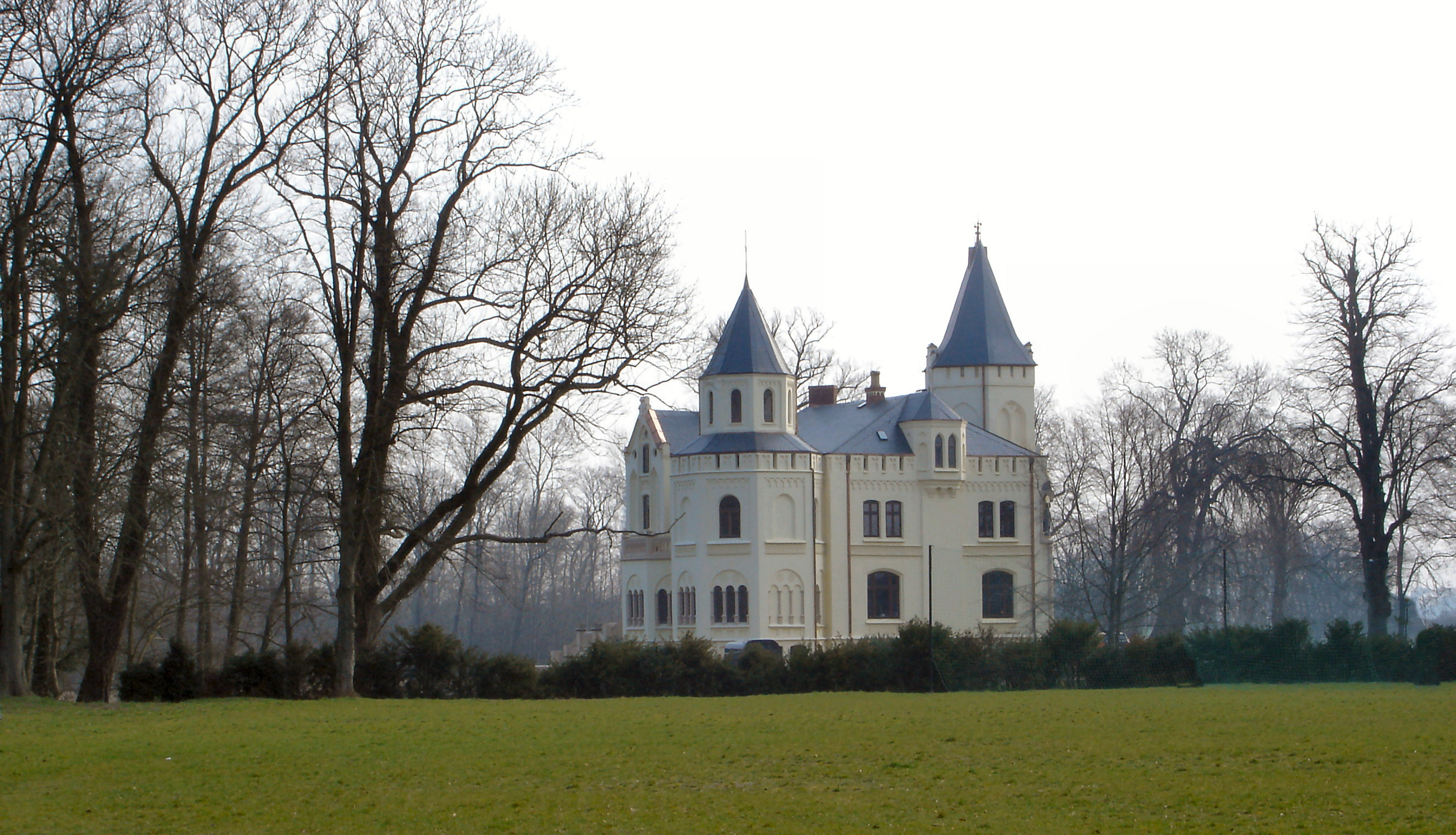
Schloss in Lützow
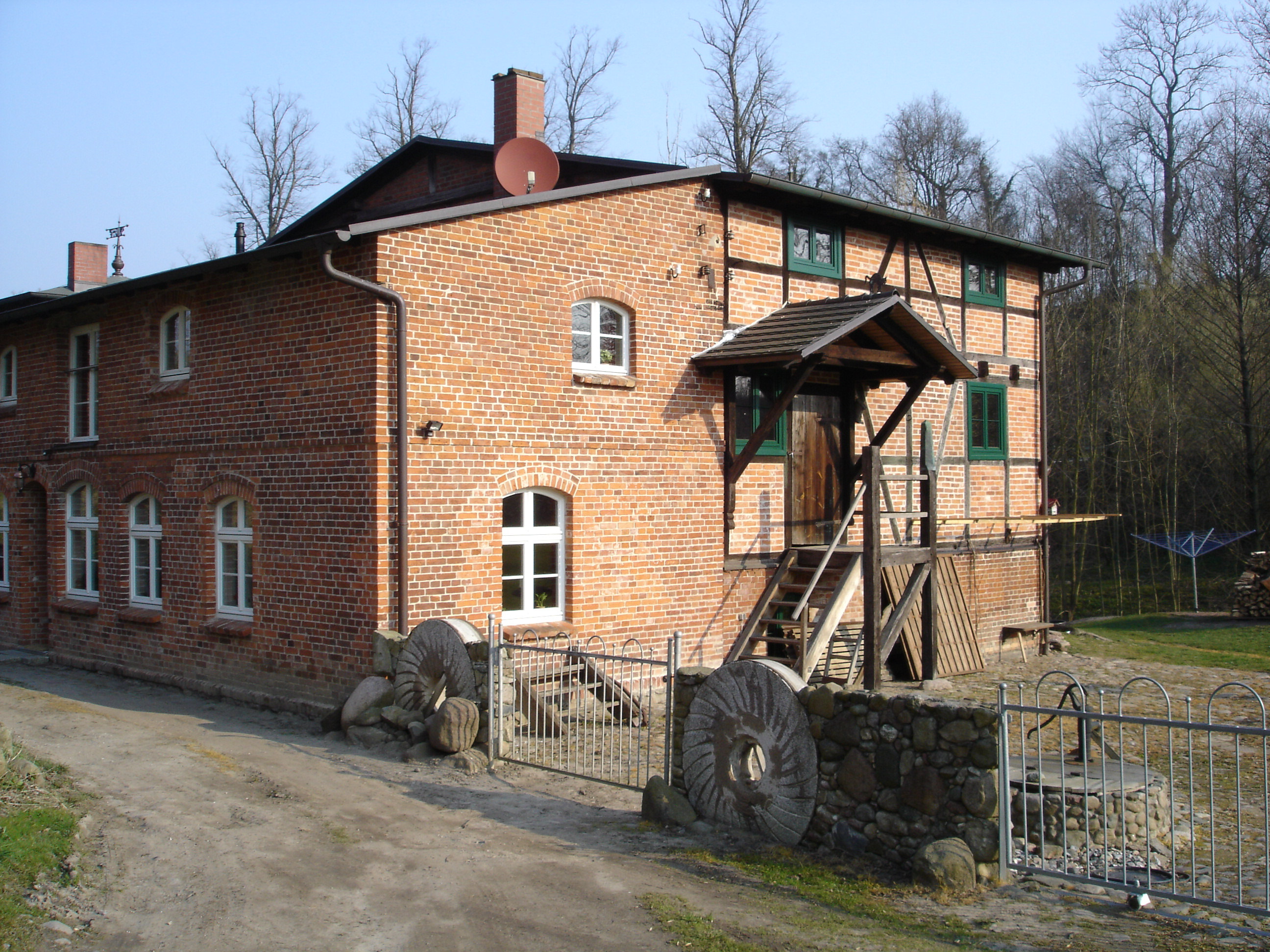
Ehemalige Wassermühle in Mühlen Eichsen
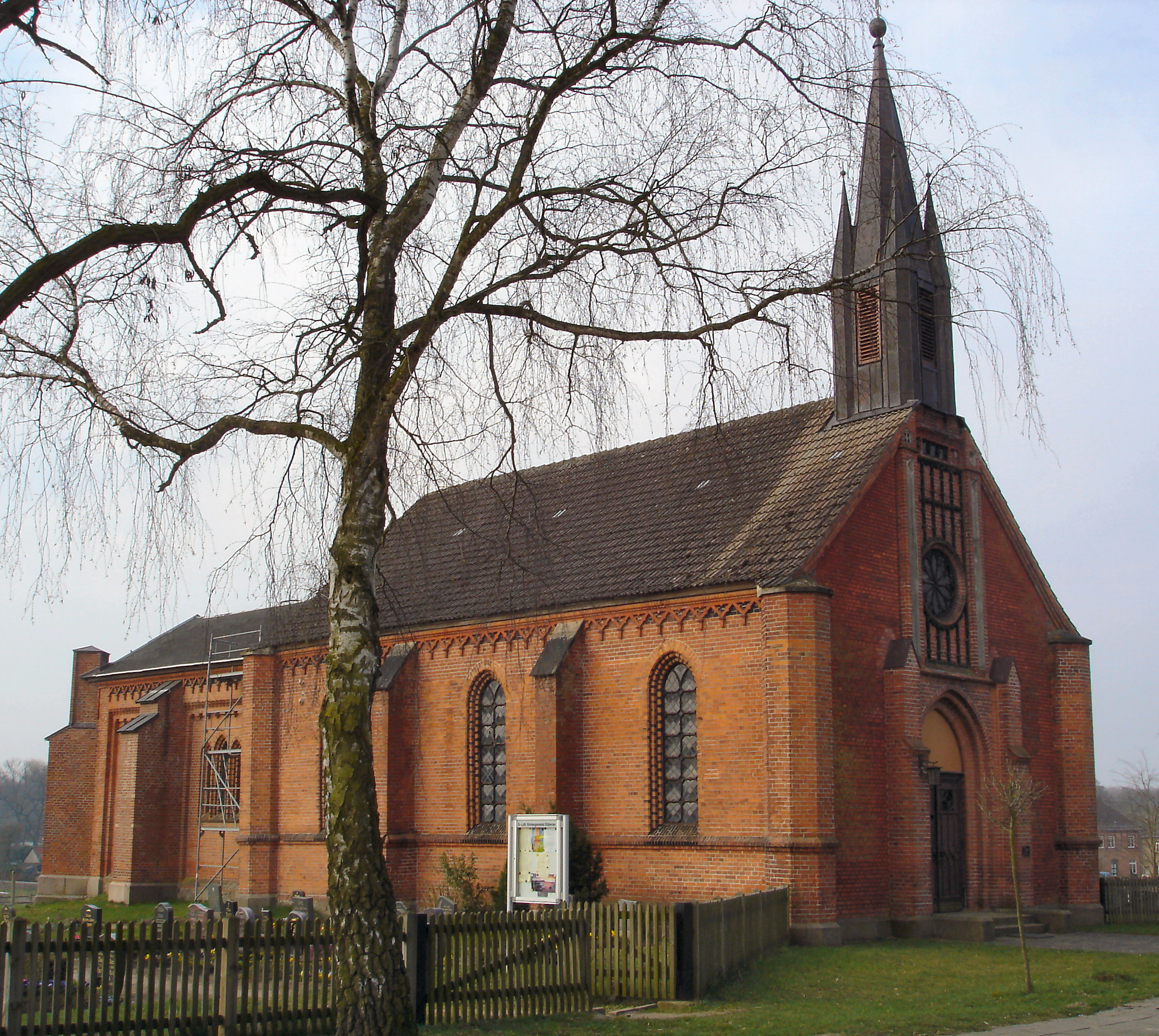
Kirche in Badow
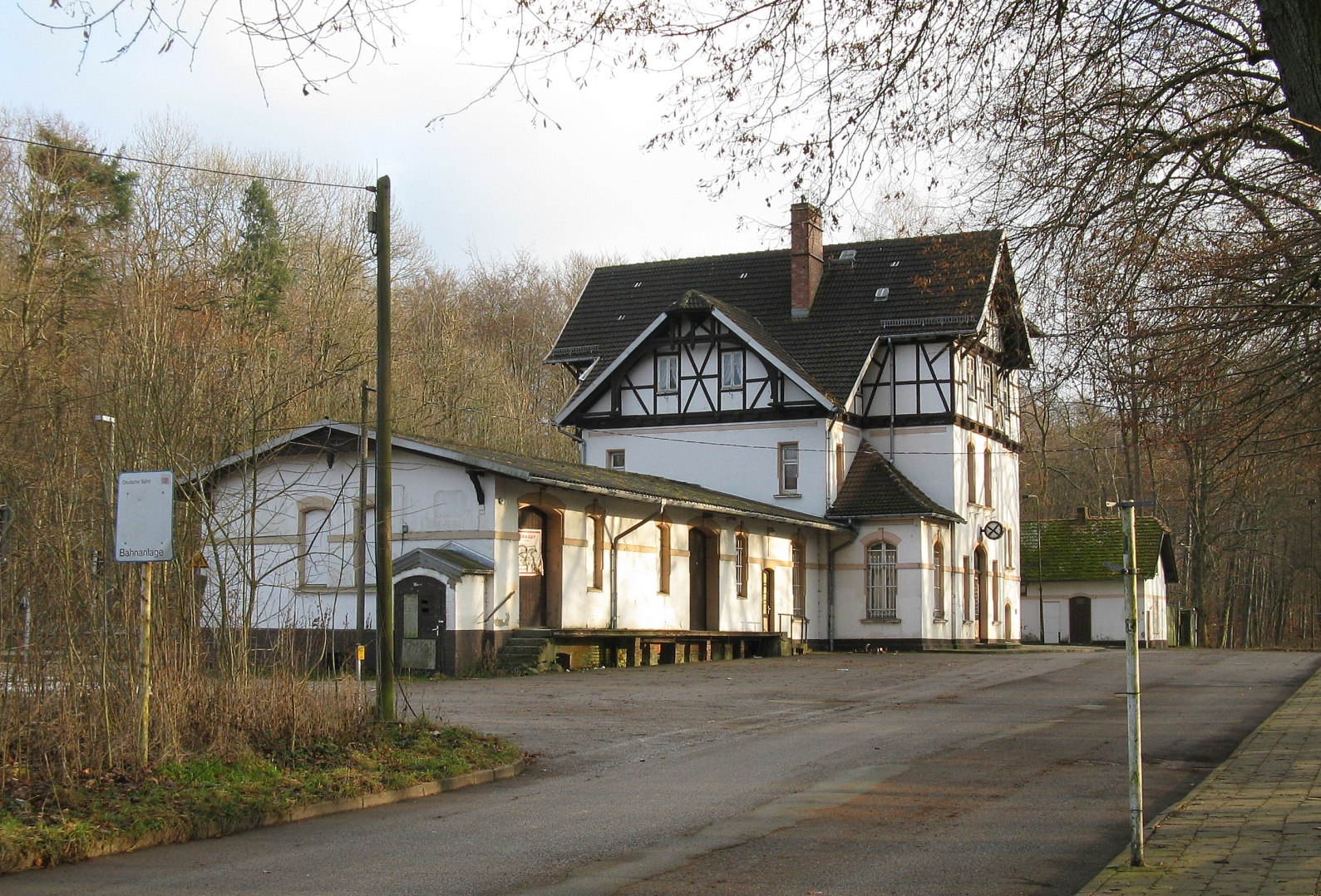
Bahnhof Gadebusch

## Städte und Gemeinden
Der Landkreis Gadebusch hatte am 3. Oktober 1990 32 Gemeinden, davon zwei Städte:
| - Badow - Bülow - Carlow - Dechow - Demern - Dragun - Gadebusch, Stadt - Gottesgabe - Groß Molzahn - Groß Rünz - Groß Salitz | - Holdorf - Köchelstorf b.Rehna - Kneese - Krembz - Löwitz - Lützow - Mühlen Eichsen - Nesow - Perlin - Pokrent - Rehna, Stadt | - Renzow - Rieps - Rögnitz - Roggendorf - Schlagsdorf - Thandorf - Utecht - Veelböken - Vitense Parber - Wedendorf |

Ehemalige Gemeinden
- Botelsdorf, am 1. Januar 1960 zu Veelböken
- Breesen, am 1. Januar 1969 zu Roggendorf
- Brützkow, am 1. Januar 1973 zu Rehna
- Drieberg, am 1. Januar 1973 zu Dragun
- Ganzow, am 1. Januar 1970 zu Gadebusch
- Groß Thurow, am 1. Juli 1969 zu Roggendorf
- Groß Welzin, am 1. Januar 1957 zu Gottesgabe
- Hindenberg, am 1. Januar 1970 zu Veelböken
- Klein Rünz, am 1. Januar 1960 zu Groß Rünz
- Meetzen, am 23. Juli 1965 zu Holdorf
- Neschow, am 1. Januar 1960 zu Carlow
- Neuendorf, am 1. Januar 1967 zu Pokrent
- Paetrow, am 1. Januar 1960 zu Veelböken
- Pogez, am 1. Januar 1957 zu Carlow
- Rosenhagen, am 1. Juli 1969 zu Gottesgabe
- Rosenow, am 1. Januar 1970 zu Lützow
- Schönfeld, am 1. Januar 1974 zu Mühlen Eichsen
- Stove, am 1. Januar 1976 zu Carlow
- Stöllnitz, am 1. Juli 1969 zu Krembz
- Vietlübbe, am 1. Januar 1974 zu Dragun

## Kfz-Kennzeichen
Den Kraftfahrzeugen (mit Ausnahme der Motorräder) und Anhängern wurden von etwa 1974 bis Ende 1990 dreibuchstabige Unterscheidungszeichen, die mit dem Buchstabenpaar BB begannen, zugewiesen. Die letzte für Motorräder genutzte Kennzeichenserie war BT 95–01 bis BT 99–99.
Anfang 1991 erhielt der Landkreis das Unterscheidungszeichen GDB. Es wurde bis zum 11. Juni 1994 ausgegeben. Seit dem 2. April 2013 ist es aufgrund der Kennzeichenliberalisierung im Landkreis Nordwestmecklenburg erhältlich.